# Tonje Sagstuen
Tonje Sagstuen Andersen, född 17 november 1971 i Lørenskog, är en norsk före detta handbollsspelare (högernia), numera journalist och redaktör. Hon var aktiv som handbollsspelare på toppnivå 1989–1998. Under den tiden spelade hon 201 landskamper och gjorde 596 landslandsmål. 1999 fick hon priset Håndballstatuetten för sin insats i norsk handboll.
År 1992 var hon med och tog OS-silver i Barcelona.

## Klubbar
- Toten HK
- IK Junkeren
- Borussia Dortmund (1997–1998)

## Meriter i urval
- OS-silver 1992
- VM-brons 1993
- EM-brons 1994
- VM-silver 1997

## Karriär som journalist
Sagstuen startade sin journalistkarriär 1999 som sportjournalist i Oppland Arbeiderblad. Senare fick hon också hälsofrågor på sitt ansvarsområde. I november 2006 blev hon redaktör för samma tidning. Från 2012 till 2014 var hon tidningens huvudredaktör.